# 1992년 칸 영화제
제45회 칸 영화제는 1992년 5월 7일부터 1992년 5월 18일까지 열린 영화제이다. 프랑스 칸에서 개최되었다.

## 수상

### 황금종려상
- 최선의 의도 - 빌 어거스트 수상

### 심사위원대상
- 어린이 도둑 - 지아니 아멜리오 수상

### 감독상
- 플레이어 - 로버트 알트만 수상

### 여우주연상
- 최선의 의도 - 페닐라 어거스트 수상

### 남우주연상
- 플레이어 - 팀 로빈스 수상

### 심사위원특별상
- 햇빛 속의 모과나무 - 빅토르 에리세 수상
- 눈오는 날의 왈츠 - 비탈리 까네프스키 수상

### 국제비평가협회상
- 맥 - 존 터투로 수상